# Wright (Kansas)
Wright – jednostka osadnicza w Stanach Zjednoczonych, w stanie Kansas, w hrabstwie Ford.